# 1-я флотилия подводных лодок кригсмарине
1-я флотилия подводных лодок кригсмарине «Веддинген» (нем. 1. Unterseebootflottille «Weddigen») — подразделение военно-морского флота нацистской Германии.

## История
Возрождение подводного флота Германии, уничтоженного после Первой мировой войны, началось с создания 27 сентября 1935 флотилии подводных лодок «Веддиген», названной в честь капитан-лейтенанта Отто Веддигена, под командованием которого U-9 в сентябре 1914 года за полтора часа потопила три британских крейсера типа «Кресси»: «Абукир», «Кресси» и «Хог». Командиром флотилии стал капитан цур зее Карл Дёниц, а в состав её первоначально входила только U-9 типа II-А. Впоследствии во флотилию вошли лодки с U-1 по U-12, типа II-А, причём U-1 … U-6 использовались только в учебных целях. В 1939 году флотилия «Веддиген» была переименована в 1 флотилию подводных лодок.

## Состав
В разные годы через 1-ю флотилию прошли 111 подводных лодок, в том числе
| Тип        | Количество |
| ---------- | ---------- |
| II-B       | 14         |
| II-C       | 8          |
| II-D       | 13         |
| VII-B      | 3          |
| VII-C      | 81         |
| VII-C / 41 | 2          |
| X-B        | 2          |

## Командиры
| Время                        | Командующий флотилией             |
| ---------------------------- | --------------------------------- |
| сентябрь 1935 — декабрь 1935 | капитан цур зее Карл Дёниц        |
| январь 1936 — сентябрь 1937  | капитан цур зее Лойке             |
| октябрь 1937 — сентябрь 1939 | капитан-лейтенант Ганс-Лютер Лофф |
| сентябрь 1939 — октябрь 1940 | корветтен-капитан Ганс Экерман    |
| ноябрь 1940 — февраль 1942   | корветтен-капитан Ганс Котхауш    |
| февраль 1942 — июль 1942     | капитан-лейтенант Гейнц Бухгольц  |
| июль 1942 — сентябрь 1944    | корветтен-капитан Вернер Винтер   |